# PNCK
PNCK (англ. Pregnancy up-regulated nonubiquitous CaM kinase) – білок, який кодується однойменним геном, розташованим у людей на довгому плечі X-хромосоми. Довжина поліпептидного ланцюга білка становить 343 амінокислот, а молекулярна маса — 38 500.
| 10         |  | 20         |  | 30         |  | 40         |  | 50         |
| ---------- |  | ---------- |  | ---------- |  | ---------- |  | ---------- |
| MLLLKKHTED |  | ISSVYEIRER |  | LGSGAFSEVV |  | LAQERGSAHL |  | VALKCIPKKA |
| LRGKEALVEN |  | EIAVLRRISH |  | PNIVALEDVH |  | ESPSHLYLAM |  | ELVTGGELFD |
| RIMERGSYTE |  | KDASHLVGQV |  | LGAVSYLHSL |  | GIVHRDLKPE |  | NLLYATPFED |
| SKIMVSDFGL |  | SKIQAGNMLG |  | TACGTPGYVA |  | PELLEQKPYG |  | KAVDVWALGV |
| ISYILLCGYP |  | PFYDESDPEL |  | FSQILRASYE |  | FDSPFWDDIS |  | ESAKDFIRHL |
| LERDPQKRFT |  | CQQALRHLWI |  | SGDTAFDRDI |  | LGSVSEQIRK |  | NFARTHWKRA |
| FNATSFLRHI |  | RKLGQIPEGE |  | GASEQGMARH |  | SHSGLRAGQP |  | PKW        |

A: Аланін

C: Цистеїн

D: Аспарагінова кислота

E: Глутамінова кислота

F: Фенілаланін

G: Гліцин

H: Гістидин

I: Ізолейцин

K: Лізин

L: Лейцин

M: Метіонін

N: Аспарагін

P: Пролін

Q: Глутамін

R: Аргінін

S: Серин

T: Треонін

V: Валін

W: Триптофан

Кодований геном білок за функціями належить до трансфераз, кіназ, серин/треонінових протеїнкіназ, фосфопротеїнів. 
Задіяний у такому біологічному процесі, як альтернативний сплайсинг. 
Білок має сайт для зв'язування з АТФ, нуклеотидами, молекулою кальмодуліну, іоном кальцію. 
Локалізований у цитоплазмі, ядрі.